# Supravegherea video

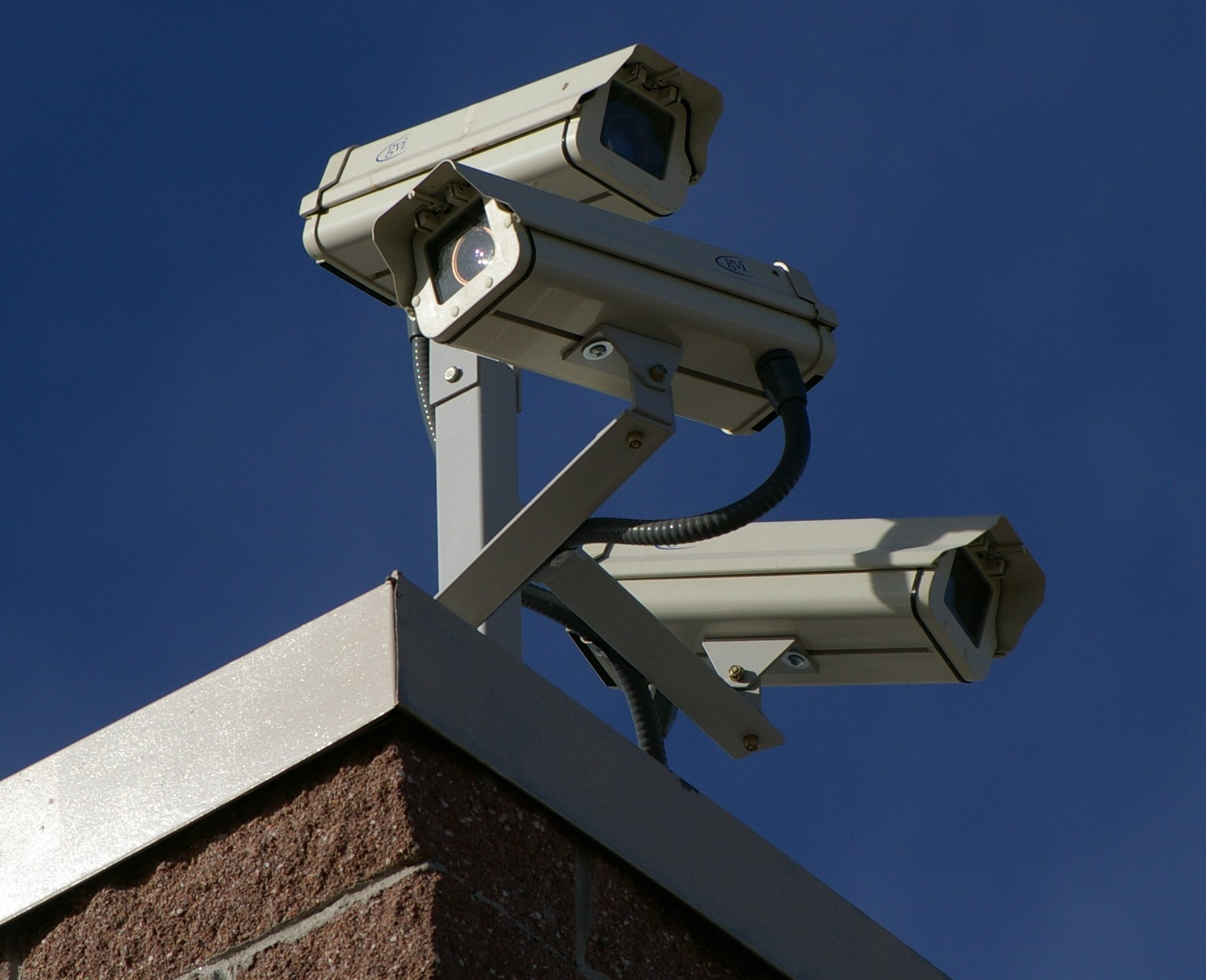
Camerele de supraveghere de pe colțul unei clădiri.

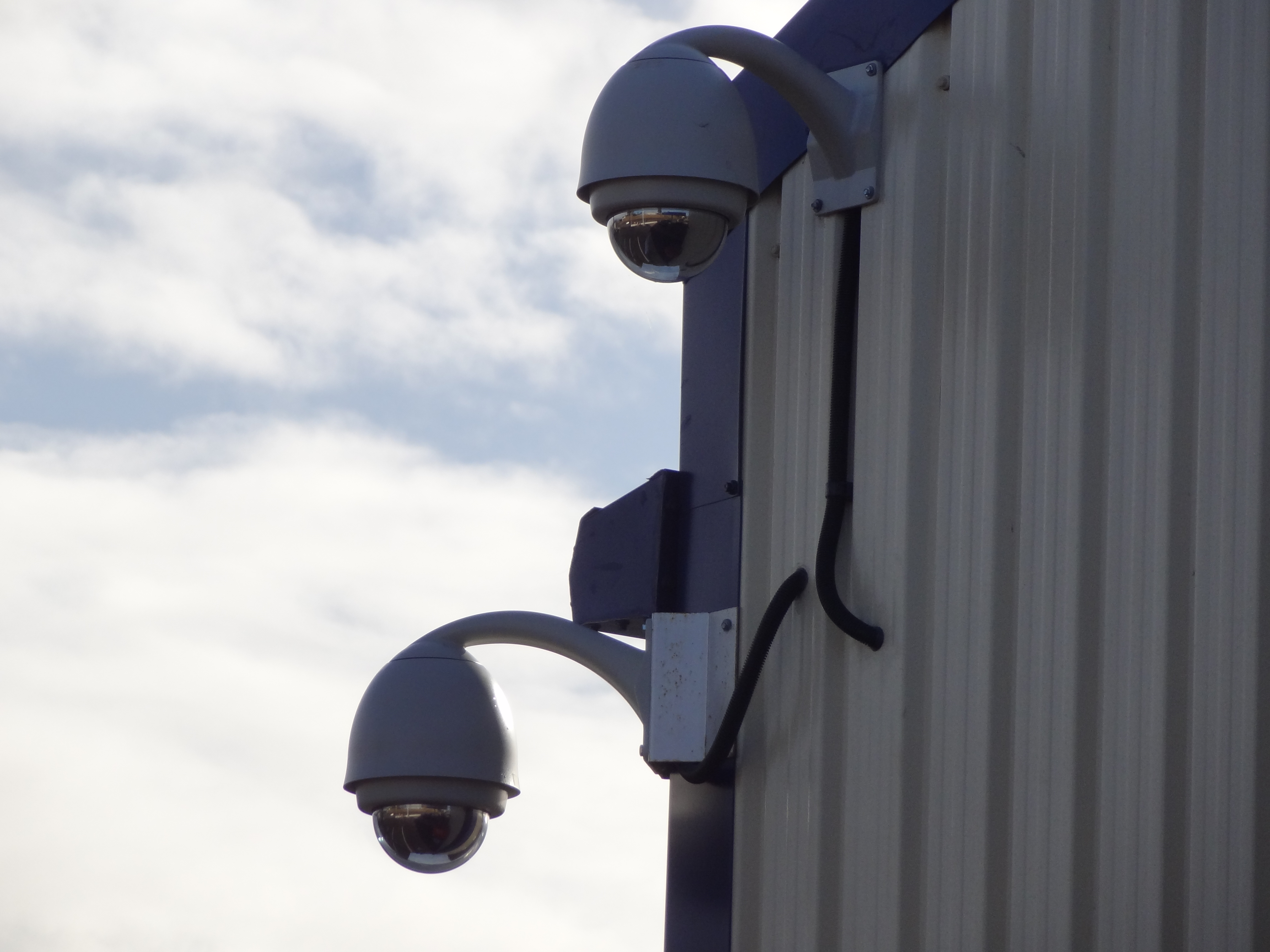
Camere de supraveghere cu dom.

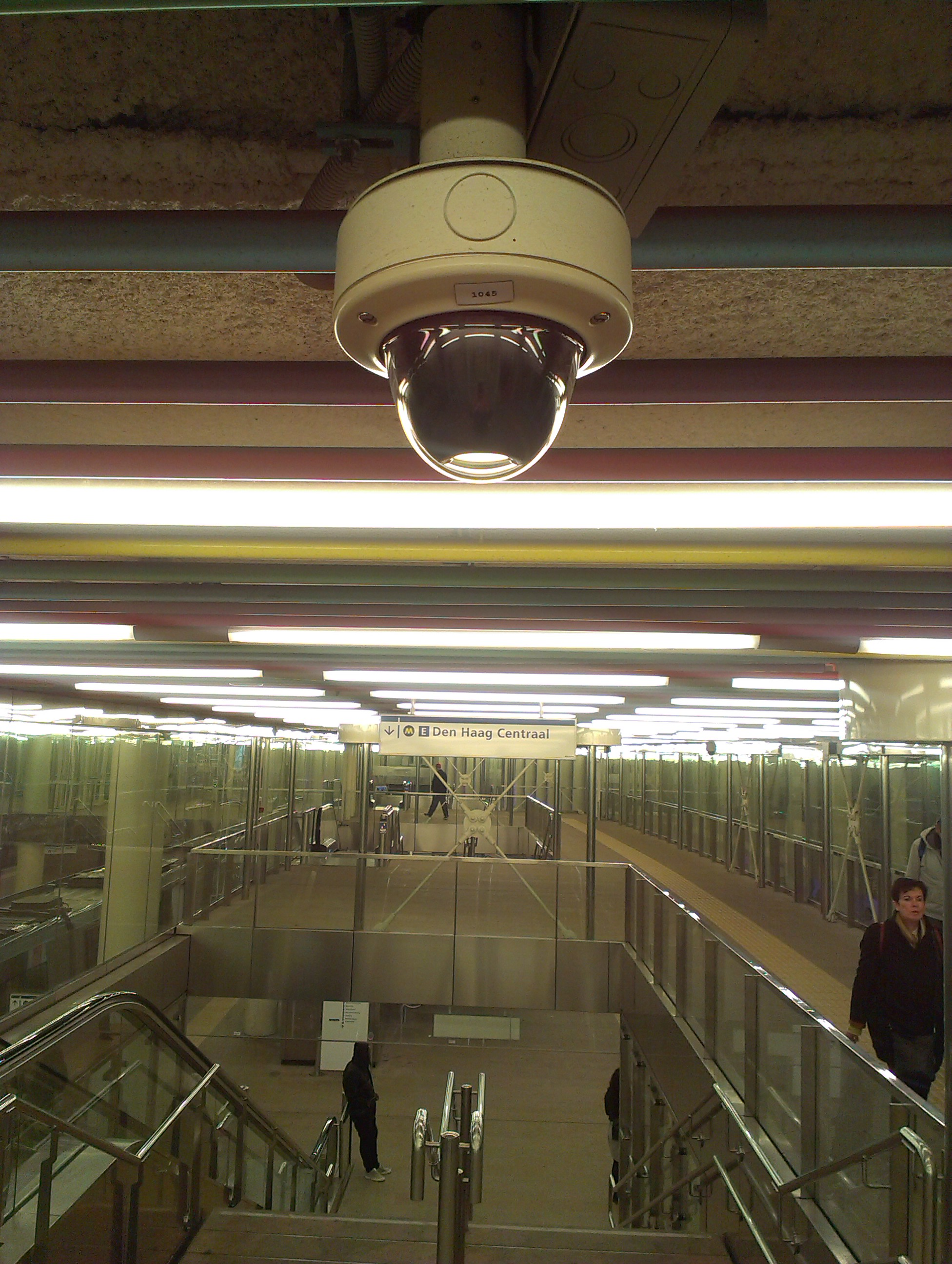
Cameră IP cu dom într-o stație de cale ferată

Televiziune cu circuit închis (CCTV - din engleză (closed-circuit television)), de asemenea, cunoscut sub numele de supraveghere video, este utilizarea de camere video pentru a transmite un semnal la un anumit loc, pe un set limitat de monitoare. Aceasta diferă de la televiziune în care semnalul nu este transmis în mod deschis, deși se poate angaja punct la punct (P2P), punct la multipunct (P2MP), sau ochiuri cu fir sau legături fără fir. Deși aproape toate camerele video se încadrează în această definiție, termenul este cel mai adesea aplicat la cele utilizate pentru supraveghere în zonele în care ar putea avea nevoie de monitorizare, cum ar fi baruri, bănci, cazinouri, școli, hoteluri, aeroporturi, spitale, restaurante, instalații militare, magazine și alte zone unde este necesară securitatea. Video-telefonia rareori este numită "CCTV", dar utilizarea de video în învățământul la distanță, în cazul în care este un instrument important, este de multe ori numită așa.
Supravegherea publică folosind CCTV este comună în multe zone din întreaga lume. În ultimii ani, utilizarea de camere video purtate pe corp a fost introdusă ca o nouă formă de supraveghere. Supravegherea video a generat o dezbatere semnificativă privind echilibrarea utilizării sale cu dreptul persoanelor la viață privată, chiar și atunci când se află în public.
În instalațiile industriale, echipamentele CCTV pot fi folosite pentru a observa părți ale unui proces de la o cameră de control centrală, de exemplu, atunci când mediul nu este potrivit pentru om. Sistemele CCTV pot funcționa în mod continuu sau numai după cum este necesar pentru a monitoriza un anumit eveniment. O formă mai avansată de CCTV, utilizarea înregistratoarelor video digitale (Dvr-uri), poate oferi înregistrare, pentru mulți ani, cu o varietate de calitate și performanță și caracteristici suplimentare (cum ar fi de detectarea mișcării și alerte e-mail). Mai recent, camere IP descentralizate, unele echipate cu senzori de imagine, suportă înregistrarea direct la dispozitivele se stocare atașate la rețea sau la memoria flash internă, asigurând astfel o funcționare complet autonomă.
Există aproximativ 350 de milioane de camere de supraveghere la nivel mondial începând din 2016. Aproximativ 65% din aceste camere sunt instalate în Asia. Creșterea televiziunii cu circuit închis a încetinit în ultimii ani.

## Istorie

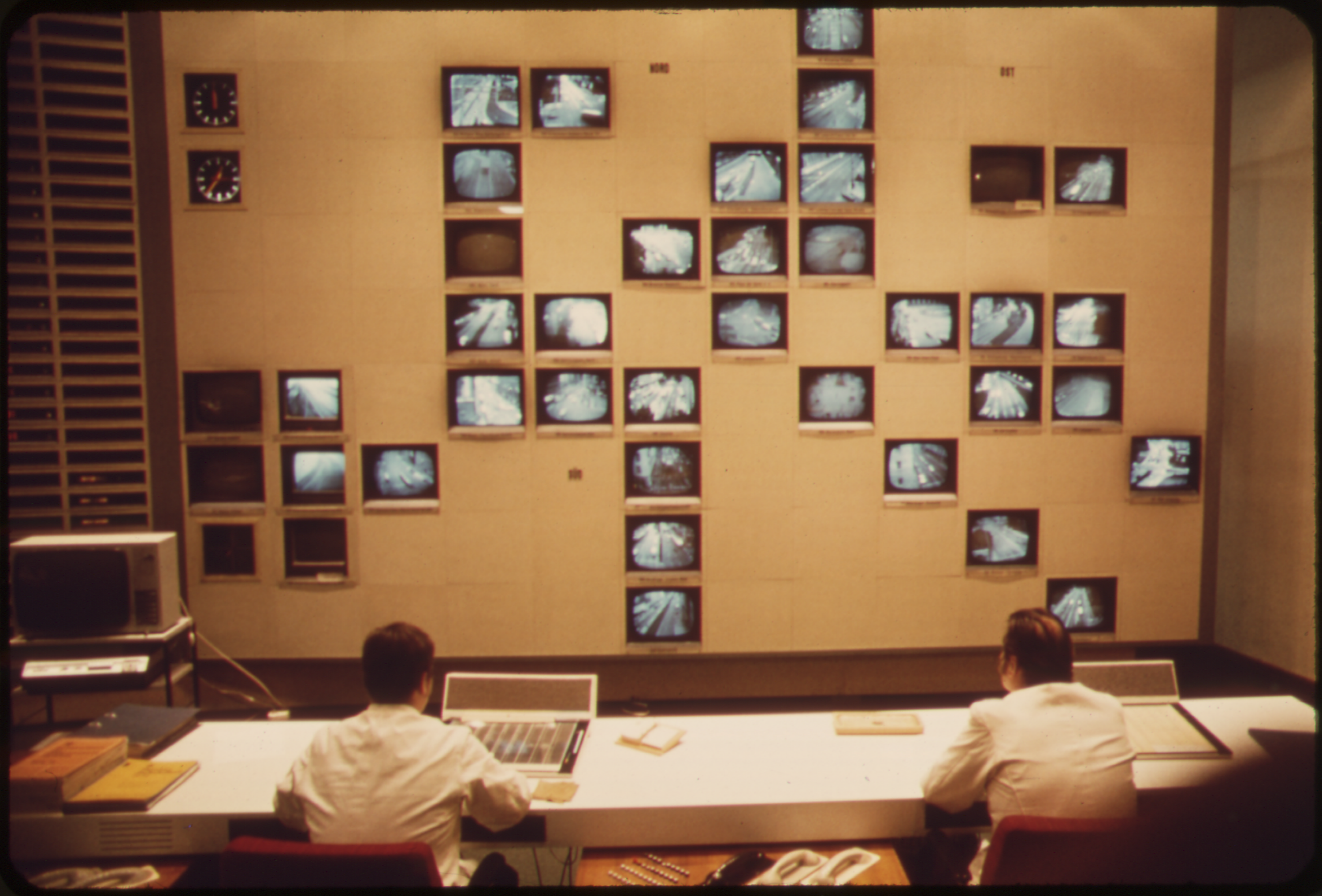
Centru de monitorizare a televiziunii cu circuit închis la Secția Centrală de Control a Poliției, München Germania în 1973.

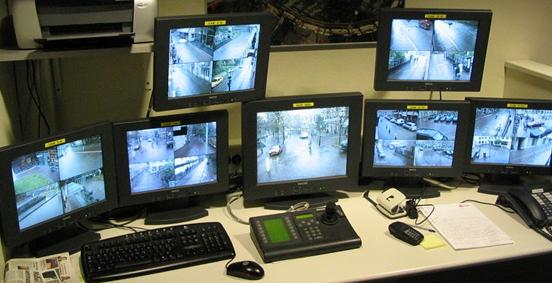
O configurație tipică a camerei de control pentru supravegherea video, Alkmaar, Olanda în 2007.

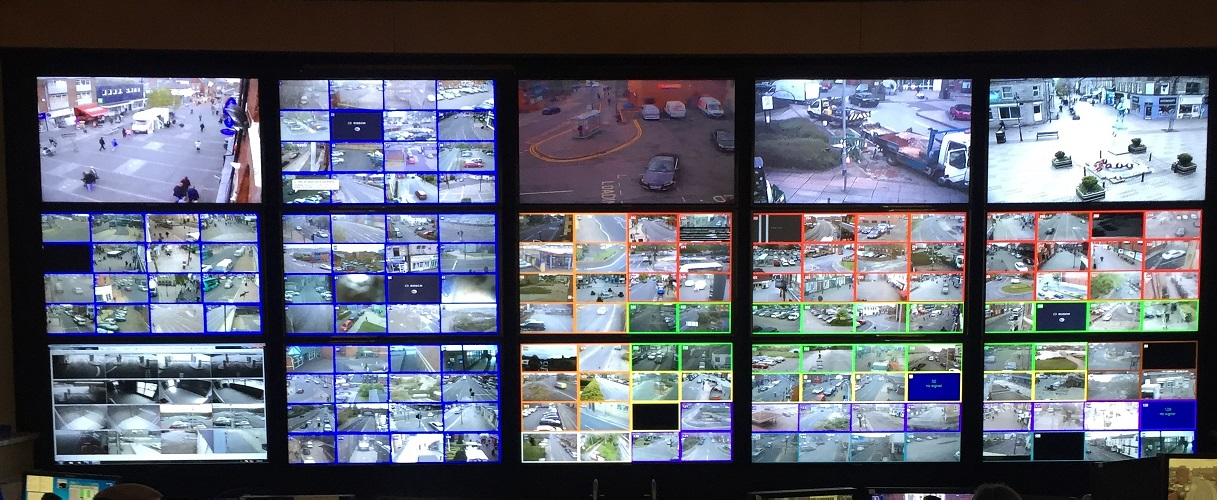
CCTV control room monitor wall 2017 United Kingdom

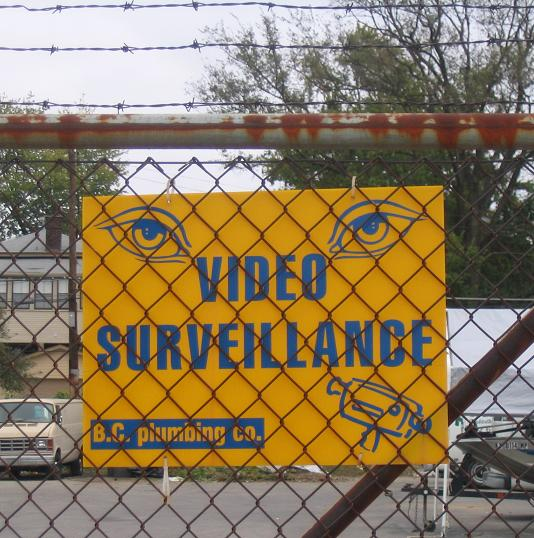
Semn de avertizare că zona este supravegheată video.

Primul sistem CCTV a fost instalat de către Siemens AG la Standul de Încercare VII în Peenemünde, Germania Nazistă, în 1942, pentru a observa lansarea de rachete V-2. De remarcat că inginerul german Walter Bruch a fost responsabil pentru partea de proiectare tehnologică și de instalare a sistemului.
În SUA, primul sistem comercial de televiziune cu circuit închis a devenit disponibil în 1949, numit Vericon. Foarte puțin este cunoscut despre Vericon cu excepția faptului că a fost promovat ca nu necesită o autorizație guvernamentală. Marie Van Brittan Brown inventat sistemul de securitate a locuinței. Brevetul a fost acordat în 1969. Sistemul lui Brown avea un set de 4 găuri și un aparat de fotografiat care ar putea aluneca în sus și în jos să se uite prin fiecare. Sistemul includea un dispozitiv care i-a permis unui proprietar să folosească un televizor pentru a vizualiza persoana de la ușă și auzi vocea apelantului.

### Tehnologia
Cele mai vechi sisteme de supraveghere video au implicat monitorizarea constantă pentru că nu exista nici o modalitate de a înregistra și stoca informația. Dezvoltarea mass-media cu role a permis înregistrarea de pe camerele de supraveghere. Aceste sisteme au necesitat schimbarea manuală a benzilor magnetice, care a fost un proces consumator de timp, costisitor și nesigur, operatorul trebuind să înșurubeze manual banda de pe rolă, prin înregistrator pe un tambur gol de preluare. Din cauza acestor neajunsuri, supravegherea video nu a fost larg răspândită. Tehnologia VCR a devenit disponibilă în anii 1970, facilitând înregistra și ștergerea informațiilor, iar utilizarea supravegherii video a devenit mai frecventă.
În anii 1990, a fost dezvoltată multiplexarea digitală, care permite înregistrarea mai multor camere de luat vederi simultan, precum și înregistrarea la  intervale de timp și la detectarea mișcării. Aceasta a crescut economiile de timp și bani, care a condus spoi la o creștere în utilizarea de CCTV.
Tehnologia CCTV a fost îmbunătățită recent printr-o trecere spre produse și sisteme bazate pe Internet, precum și alte dezvoltări tehnologice.

### Aplicații
În septembrie 1968, Olean, New York a fost primul oraș din Statele Unite care a instalat camere video de-a lungul străzii principale de afaceri, într-un efort de a lupta împotriva criminalității. O altă apariție timpurie a fost în 1973, în Times Square din New York City. Departamentul de Poliție din New York a instalat camere în scopul de a descuraja criminalitatea din zonă; cu toate acestea, rata criminalității nu părea să scadă mult din cauza camerelor. Cu toate acestea, în timpul anilor 1980 supravegherea video a început să se răspândească în întreaga țară, vizând în special zonele publice. A fost văzut ca un mod mai ieftin de a descuraja criminalitatea în comparație cu creșterea dimensiunii departamentelor de poliție. Unele întreprinderi, în special cele care au fost predispuse la furt, au început să folosească sisteme de supraveghere video. De la mijlocul anilor 1990, departamentele de poliție din toate țara au instalat un număr din ce în mai mare de camere de luat vederi în diverse spații publice, inclusiv zone cu locuințe, școli și parcuri publice. Supravegherea video a devenit mai târziu comună în bănci și magazine pentru a descuraja furtul, prin înregistrarea dovezilor activității infracționale. În 1998, 3000 de sisteme de supraveghere au fost în uz în New York City. Un studiu realizat de Nieto, în 2008, a constatat că multe companii din Statele Unite au investit masiv în tehnologii de supraveghere video pentru a proteja produsele și pentru a promova un mediu de lucru în condiții de siguranță. Un sondaj la nivel național a constatat că 75 la sută dintre companii utilizează sisteme supraveghere video. În sectorul privat tehnologia de supravegherea video este operată într-o mare varietate de unități, cum ar fi în industrie/producție, vânzare cu amănuntul, financiare/asigurări/bancare, de transport și de distribuție, utilități/comunicații, sănătate, hoteluri/moteluri.
Experimente în Marea Britanie în timpul anilor 1970 și 1980, inclusiv camere de supraveghere în aer liber în Bournemouth în 1985, a condus la câteva proiecte pilot mari, mai târziu în acel deceniu. Prima utilizare de către administrația locală a fost în King ' s Lynn, Norfolk, în 1987. Acestea au fost considerate de succes în raport guvernamental "CCTV: Looking For You", emis de către Ministerul se Interne în 1994, și au pregătit calea pentru creșterea numărului de sisteme de supraveghere instalate. Astăzi, sistemele acoperă majoritatea centrelor urbane, precum și multe stații, parcări și proprietăți.

## Utilizări

### Prevenirea criminalității
Analiza din 2009 a Universității Northeastern și a Universității din Cambridge, "Zonele publice supravegheate video și prevenirea criminalității: o analiză sistematică actualizată și meta-analiză", a examinat 44 de studii diferite care au investigat colectiv zone din Marea Britanie până la orașe americane precum Cincinnati și New York. 
Analiza a constatat că: 
1. Sistemele de supraveghere au fost cele mai eficiente în parcări, unde utilizarea acestora a dus la o scădere cu 51% a criminalității;
2. Zonele de transport public au înregistrat o scădere cu 23% a numărului de infracțiuni;
3. Sistemele aflate în public au fost cel mai puțin eficace, cu doar o scădere cu 7% a numărului total de infracțiuni. Atunci când au fost sortate pe țări, sistemele din Regatul Unit au reprezentat majoritatea scăderii; Scăderea în alte zone a fost nesemnificativă.

Rezultatele studiului prezentat mai sus sunt oarecum controversate. Anterior, meta-analiza similară realizată de Walsh și Farrington în 2002 a arătat rezultate similare: o scădere semnificativă a criminalității în parcări auto (41%) și o scădere nesemnificativă a criminalității în transportul public și în locurile publice. Acest studiu a fost criticat pentru includerea unor variabile de confuzie (de exemplu, notificarea camerelor de supraveghere la fața locului, îmbunătățirea iluminatului stradal) găsite în studiile analizate (inclusiv studiile privind parcările auto). Acești factori nu poate fi diferențiați de efectul prezenței sau absenței camerelor video, în timp ce infracțiunile au fost comise. Astfel, o combinație de factori ar putea fi importantă pentru scăderea criminalității nu doar camerele de supraveghere. Studiul din 2009 a admis probleme similare, precum și probleme legate de coerența procentului de zone acoperite de camerele de supraveghere din locațiile testate (de exemplu, parcările auto au mai multe camere pe metru pătrat decât tranzitul public). O altă întrebare în eficacitatea sistemelor de supraveghere pentru poliție este durata de funcționare a sistemelor; în 2013, Auditorul orașului Philadelphia a constatat că sistemul de 15 milioane de dolari era operațional numai în 32% din timp. Există încă mult de cercetat pentru a determina eficacitatea camerelor de supraveghere video pentru prevenirea criminalității înainte de a se putea trage concluzii.

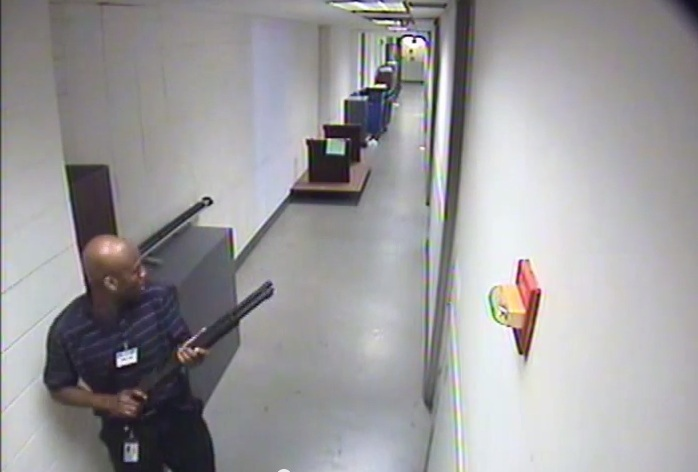
Camerele video în complexul Navy Yard capturându-l pe pistolarul Aaron Alexis în timpul loviturii sale.

Un studiu constată că introducerea camerelor de supraveghere în stațiile de metrou din Stockholm a redus criminalitatea cu aproximativ 25%, 15% dintre infracțiunile descurajate au fost deplasate în zona din jurul stațiilor în care camerele de luat vederi nu au fost folosite.
Există puternice dovezi anecdotice conform cărora supravegherea video ajută la detectarea și condamnarea infractorilor; Într-adevăr, forțele de poliție britanice caută în mod obișnuit înregistrări video după crime. În plus, supravegherea video a jucat un rol esențial în urmărirea mișcărilor suspecților sau victimelor și este considerată pe scară largă de ofițerii antiteroriști ca un instrument fundamental în urmărirea suspecților teroriști. Instalațiile video de mari dimensiuni au jucat o parte esențială a apărării împotriva terorismului încă din anii 1970. De asemenea, camerele au fost instalate pe transportul public în speranța de a descuraja criminalitatea, iar în vehiculele de supraveghere polițienească, adesea cu recunoașterea automată a plăcuței de înmatriculare, și o rețea de camere conectate prin APNI este utilizată pentru a gestiona zona de încărcare a congestiei din Londra. Chiar și așa, există ostilitate politică față de supraveghere, iar câțiva comentatori atenuează dovezile eficacității supravegherii video, mai ales în SUA. Cu toate acestea, majoritatea acestor afirmații se bazează pe o metodologie slabă sau pe o comparație imperfectă. 
O întrebare mai deschisă este dacă majoritatea camerelor de supraveghere sunt rentabile. În timp ce sistemele interne de calitate scăzută sunt ieftine, instalarea profesională și întreținerea camerelor de supraveghere de înaltă definiție sunt costisitoare. Gill și Spriggs au făcut o analiză a eficienței costurilor (CEA) a sistemelor de supraveghere în prevenirea criminalității, care a demonstrat economii monetare puține prin instalarea camerelor, deoarece majoritatea infracțiunilor prevenite au avut ca rezultat pierderi minime financiare. Criticii au remarcat totuși că beneficiile de valoare nemonetară nu pot fi surprinse într-o analiză tradițională a eficacității costurilor și au fost omise din studiul lor. Un raport din 2008 al șefilor de poliție din Marea Britanie a concluzionat că doar 3% din infracțiuni au fost soluționate de sistemele de supraveghere. În Londra, un raport al Poliției Metropolitane a arătat că în 2008 s-a rezolvat doar o singură crimă la 1000 de camere. În unele cazuri, camerele de supraveghere au devenit ținta atacurilor.
Orașe precum Manchester din Marea Britanie folosesc tehnologia bazată pe DVR pentru a îmbunătăți accesul la prevenirea criminalității.
În octombrie 2009, a fost anunțat site-ul "Internet Eyes", care ar plăti membrilor publicului să vadă imaginile camerelor de supraveghere din casele lor și să raporteze orice infracțiuni la care au fost martorii. Site-ul viza să adauge "mai mulți ochi" camerelor care ar putea fi insuficient monitorizate. Luptătorii pentru libertățile civile au criticat ideea ca "o dezvoltare dezagreabilă și îngrijorătoare".
În 2013 Oaxaca a angajat ofițeri de poliție surzi să citească pe buze conversații pentru a descoperi conspirații criminale.
În Singapore, începând cu 2012, mii de camere video au ajutat la descurajarea cămătarilor, a aruncatului gunoiului în public și a parcărilor ilegale, potrivit datelor guvernamentale.

### Procese industriale
Procese industriale care au loc în condiții periculoase pentru om sunt astăzi adesea supravegheate de camerele de supraveghere. Acestea sunt, în principal, procese din industria chimică, interiorul reactoarelor sau instalațiilor pentru fabricarea de combustibil nuclear. Camerele speciale pentru unele dintre aceste scopuri includ camere cu scanare pe linie și camere termografice care permite operatorilor să măsoare temperatura proceselor. Utilizarea de camere de supraveghere în astfel de procese este uneori cerută de lege.

### Monitorizarea traficului

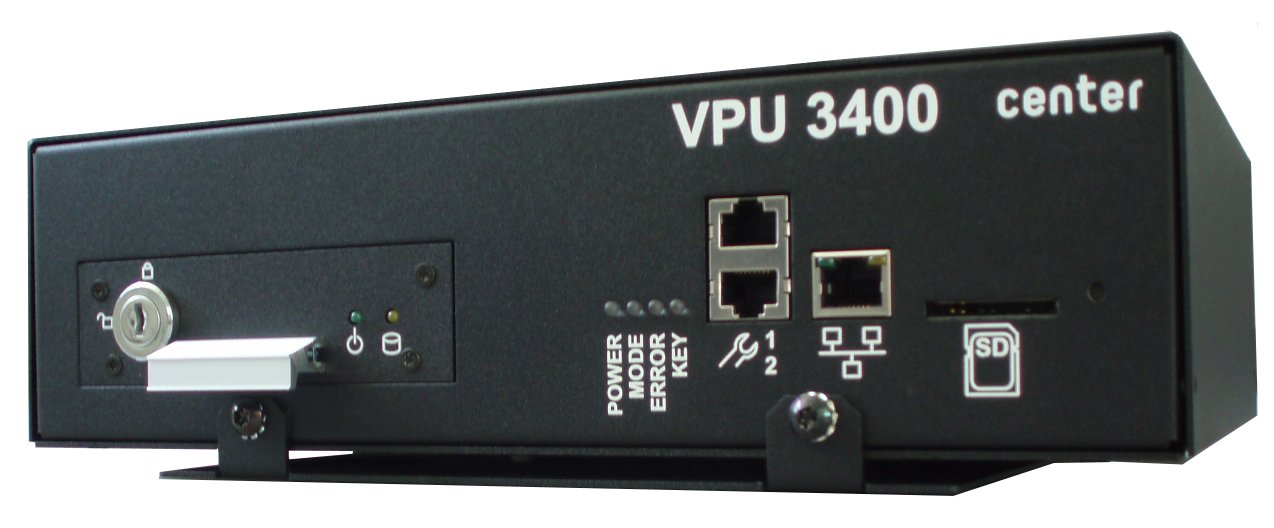
Digital Video Recorder pentru Transportul Public

Multe orașe și rețele de autostrăzi au sisteme extinse de monitorizare a traficului, folosind camere video de supraveghere pentru a detecta congestionarea traficului și accidentele. Multe dintre aceste camere sunt totuși deținute de companii private și transmit date către sistemele GPS ale șoferilor. 
Agenția britanică pentru autostrăzi are o rețea de supraveghere video formată din peste 3000 de camere „Pan-Tilt-Zoom” care acoperă rețeaua de autostrăzi britanice și arterele principale. Aceste camere sunt utilizate în principal pentru a monitoriza condițiile de trafic și nu sunt utilizate ca radare. Odată cu adăugarea de camere fixe pentru sistemul Active Traffic Management, numărul de camere de pe rețeaua de supraveghere video a Agenției de Autostrăzi este probabil să crească semnificativ în următorii câțiva ani.
Taxa de congestionare din Londra este impusă de camerele amplasate la limitele și în interiorul zonei de încărcare a congestiei, care citesc în mod automat plăcuțele de înmatriculare ale autoturismelor. Dacă șoferul nu plătește taxa, se va impune o amendă. Sisteme similare sunt dezvoltate ca un mijloc de localizare a mașinilor raportate furate.
Alte camere de supraveghere servesc ca camere de supraveghere a traficului.